# Нова Била
Нова Била је насељено место у Босни и Херцеговини, у општини Травник. Административно припада Федерацији Босне и Херцеговине, односно њеном Средњобосанском кантону. Према попису становништва из 2013. у насељу је било 692 становника, а већинску популацију чинили су Хрвати.

## Становништво
По последњем службеном попису становништва из 2013. године у овом насељу живело је 767 становника, а село је било етнички хомогено са већинском хрватском популацијом.
| Националност       | 2013.        | 1991.        | 1981.        | 1971.        |
| Хрвати             | 679 (98,12%) | 600 (77,92%) | 490 (72,92%) | 469 (78,17%) |
| Бошњаци            | 3 (0,43%)    | 71 (9,22%)   | 78 (11,61%)  | 79 (13,17%)  |
| Срби               | 3 (0,43%)    | 49 (6,36%)   | 65 (9,67%)   | 38 (6,33%)   |
| Југословени        | —            | 36 (4,67%)   | 27 (4,02%)   | 1 (0,17%)    |
| Црногорци          | —            | 0            | 7 (1,04%)    | 9 (1,50%)    |
| Македонци          | —            | 0            | 2 (0,30%)    | 0            |
| остали и непознато | 7 (1,01%)    | 14 (1,82%)   | 3 (0,45%)    | 4 (0,67%)    |
| Укупно             | 692          | 770          | 672          | 600          |